# 曾厝厝
曾厝厝，是臺灣彰化縣秀水鄉的一個傳統地域名稱，位於該鄉中部偏西南。相較於今日行政區，其範圍大致包括曾厝村、金陵村。

## 歷史
台灣清治末期至日治初期，曾厝厝地區為一街庄，稱為「曾厝厝庄」，隸屬於馬芝堡。該庄東北與秀水庄為鄰，東與陝西庄為鄰，南邊為下崙庄，西南邊一小段與三汴頭庄為界，西邊及西北邊為埔姜崙庄。
1901年（日治明治三十四年）11月，該庄隸屬於彰化廳。1909年（明治四十二年）10月，改隸屬於臺中廳。1920年（大正九年），該庄改制為「曾厝厝」大字，隸屬於臺中州彰化郡秀水庄。
戰後秀水庄改制為秀水鄉，隸屬於彰化縣，大字亦改制為村。

## 交通
國道1號又稱「中山高速公路」，是貫穿台灣西部的兩條縱向高速公路之一，大致以北北東—南南西走向經過曾厝厝地區東部及東南部邊界地帶。境內未設交流道，北側較近的是彰化交流道，南側較近的是員林交流道，由此等交流道進入可快速前往南北各地。
省道台19線（彰水路一段）又稱「中央公路」，為彰化至台南永康的幹道，大致以東北－西南走向經過本地區西北角界點，往東北可前往秀水市區、彰化，往西南可前往溪湖、土庫、北港等地。
縣道144甲線（番花路）是福興番社至花壇赤塗崎的道路，大致以橫向經過本地區南部，往西可前往員林大排接縣道144號本線，往東可前往花壇車站前接省道台1線，亦可續行至赤塗崎接縣道137號。